# Cleptometopus orientalis
Cleptometopus orientalis är en skalbaggsart som beskrevs av Mitono 1934. Cleptometopus orientalis ingår i släktet Cleptometopus och familjen långhorningar.
Artens utbredningsområde är Taiwan. Inga underarter finns listade i Catalogue of Life.